# المحقق كونان: عروس شيبويا
|  | يجري الآن نقاش حول نقل صفحة المحقق كونان: عروس شيبويا إلى المحقق كونان: عروس الهالوين. جار التوصل إلى اتفاق بشأن النقل في صفحة طلبات النقل. |

المحقق كونان: عروس شيبويا رسميًا أو عروس الهالووين (باليابانية: 名探偵コナン ハロウィンの花嫁) هو فيلم رسوم متحركة ياباني من مسلسل الأنمي والمانغا المعروف المحقق كونان وهو الجزء الخامس والعشرون من سلسلة أفلام المحقق كونان، تم إصدار الفيلم في تاريخ 15 أبريل من عام 2022 وسيصدر لأول مرة في اليابان.

## روابط خارجية
- المحقق كونان: عروس شيبويا على موقع IMDb (الإنجليزية)
- المحقق كونان: عروس شيبويا على موقع ألو سيني (الفرنسية)
- المحقق كونان: عروس شيبويا على موقع قاعدة بيانات الفيلم (الإنجليزية)
- المحقق كونان: عروس شيبويا على موقع ليتربوكسد (الإنجليزية)